# Supercoupe des coupes du Mexique de football
La supercoupe des coupes du Mexique de football, aussi appelé supercopa MX, est un tournoi de football professionnel mexicains. Il a été créé en 2013 afin de départager les deux vainqueurs sur une saison de la Copa México.
Cette compétition permet au vainqueur de se qualifier pour la Copa Libertadores de la saison suivante.

## Histoire
Afin de donner plus d'importance à la Copa México et à la suite de la demande des deux premiers vainqueurs de la nouvelle version de cette compétition, les Dorados de Sinaloa et le CD Cruz Azul suivi par les plaintes des autres équipes de la Ligue dénonçant le fait qu'il n'y avait pas d'intérêt particulier à jouer cette compétition pour la gagner, la fédération a proposé en 2013 que les vainqueurs des deux coupes d'une même saison s'affronteraient lors d'un match appelé SuperCopa México, permettant au vainqueur de participer à la prestigieuse Copa Libertadores.
Lors de la première édition de cette compétition, le CA Monarcas Morelia vainqueur fin 2013 et les Tigres UANL vainqueur début 2014 se sont affrontés dans un match riche en buts pour une victoire des premiers sur le score de cinq buts à quatre.

## Qualification pour la Copa Libertadores
Le vainqueur de la SuperCopa México est qualifié pour la Copa Libertadores de la saison suivante aux exceptions près :
- Si une des deux Copa México est remporté par une équipe de Liga de Ascenso, la SuperCopa México n'est pas disputé et le vainqueur de l'autre Copa est qualifié s'il joue en Primera División.
- Si la même équipe remporte les deux Copa México, deux cas sont possibles :
  - Si l'équipe joue en Primera División, elle se qualifie pour la Copa Libertadores.
  - Si l'équipe joue en Liga de Ascenso, la place qualificative revient à la troisième meilleure équipe admissible du Tournoi Apertura de première division.

## Palmarès
| Saison     | Vainqueur             | Score | Finaliste           |
| Copa Tower |                       |       |                     |
| 2013-14    | CA Monarcas Morelia   | 5-4   | Tigres UANL         |
| 2014-15    | CF Puebla             | 1-0   | CA Monarcas Morelia |
| 2015-16    | Chivas de Guadalajara | 2-0   | CD Veracruz         |
| 2016-17    | Querétaro FC          | 2-0   | Club América        |
| 2017-18    | Club Necaxa           | 1-0   | CF Monterrey        |

## Bilans
| Équipe                | Victoires |
| CA Monarcas Morelia   | 1 (2014)  |
| CF Puebla             | 1 (2015)  |
| Chivas de Guadalajara | 1 (2016)  |
| Querétaro FC          | 1 (2017)  |
| Club Necaxa           | 1 (2018)  |

| États          | Victoires |
| Michoacán      | 1         |
| État de Puebla | 1         |
| Jalisco        | 1         |
| Querétaro      | 1         |
| Aguascalientes | 1         |